# جابرييل سيلفا
جابرييل سيلفا (بالبرتغالية: Gabriel Silva) (13 مايو 1991 ببيراسيكابا في البرازيل - ) هو لاعب كرة قدم برازيلي في مركز الظهير. شارك مع منتخب البرازيل تحت 20 سنة لكرة القدم. أما مع النوادي، فقد لعب مع نادي أودينيزي ونادي بالميراس ونادي جنوى ونادي غرناطة ونادي كاربي ونادي نوفارا.

## وصلات خارجية
- جابرييل سيلفا على موقع قاعدة بيانات كرة القدم.إي يو (الإنجليزية)
- جابرييل سيلفا على موقع ليكيب (الفرنسية)
- جابرييل سيلفا على موقع Soccerbase.com (لاعب) (الإنجليزية)
- جابرييل سيلفا على موقع Soccerway.com (الإنجليزية)
- جابرييل سيلفا على موقع عالم كرة القدم.نت (الإنجليزية)
- جابرييل سيلفا على موقع AS.com (الإسبانية)